# Pinoresinol
El pinoresinol (con fórmula química C20H22O6) es un lignano que se encuentra en Styrax sp. y en Forsythia suspensa. También se encuentra en la oruga de la mariposa de la col, Pieris rapae donde le sirve como una defensa contra las hormigas.
En los alimentos, se encuentra en semilla del sésamo, en las hortalizas Brassica hortalizas y en el aceite de oliva.

## Biosíntesis
A primera proteína fue descubierta en Forsythia intermedia. Esta proteína se ha encontrado para dirigir la biosíntesis estereoselectiva de (+)-pinoresinol de monómeros del alcohol coniferílico. Recientemente, una segunda proteína fue identificado en Arabidopsis thaliana, que dirige la síntesis enantioselectiva de (-). pinoresinol-.

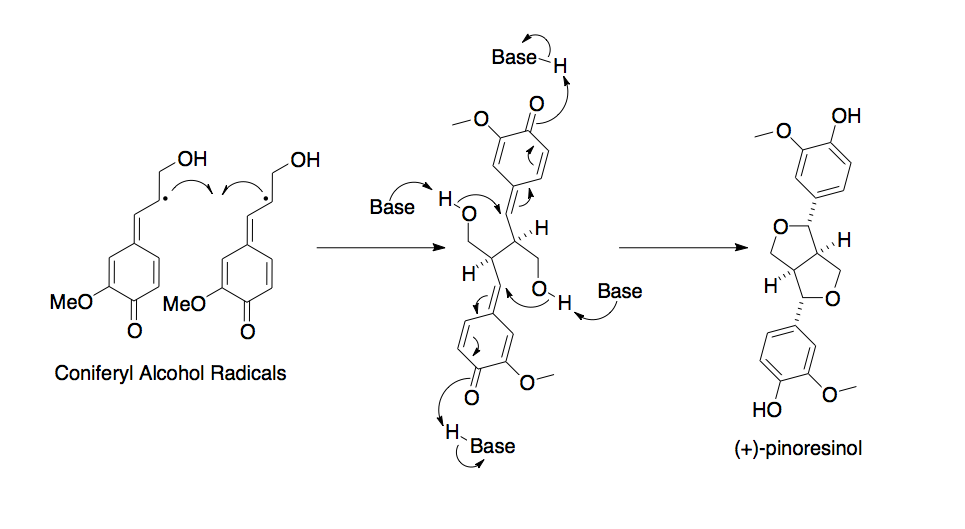
La reacción de los radicales monolignol en la presencia de proteína dirigent para formar (+)-pinoresinol

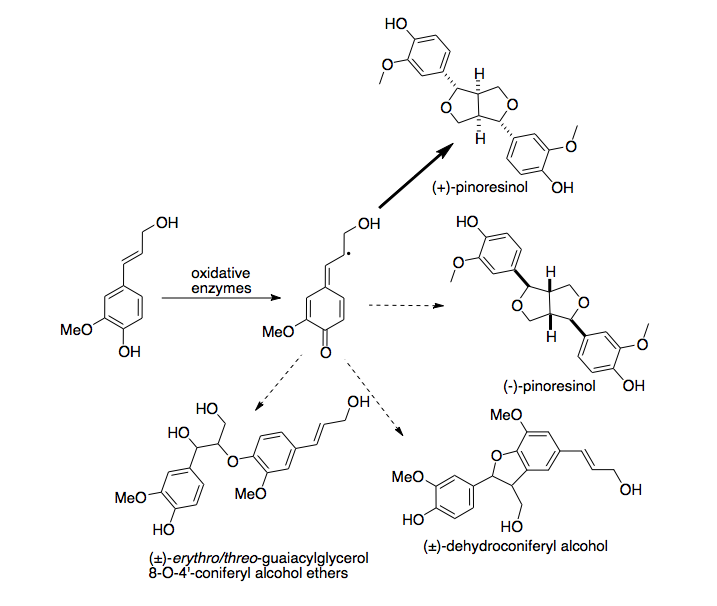
En presencia de la proteína dirigent de Forsythia intermedia, la producción de (+)-pinoresinol se enriquece enormemente mientras que la producción de otros productos de dimerización se inhiben.

## Farmacología
Pinoresinol inhibe la enzima α-glucosidasa in vitro y por lo tanto puede actuar como un agente hipoglucemiante. Un estudio con aceite de oliva virgen extra mostró que pinoresinol posee in vitro propiedades de quimioprevención.

## Metabolismo en enterolignanos
Pinoresinol, junto con otros lignanos vegetales, se convierten en enterolignanos por la microflora intestinal en el cuerpo humano.